# Halo (альбом)
Halo — четырнадцатый студийный альбом финской прогрессив-метал-группы Amorphis, выпущенный 11 февраля 2022 года на лейбле Atomic Fire Records.

## Об альбоме
В феврале 2021 года было объявлено, что Amorphis начали запись своего четырнадцатого альбома в хельсинкской студии Sonic Pump. 4 ноября коллектив официально анонсировал Halo, обозначив датой выхода 11 февраля 2022 года. Всего для альбома было написано 30 песен, 13 из которых вошли в итоговый вариант. Продюсером альбома выступил Йенс Богрен, до этого сотрудничавший с Opeth, Arch Enemy, At the Gates, Katatonia и многими другими метал-группами.
Тексты песен написал давний соавтор группы Пекка Кайнулайнен. По его словам, «в текстах песен рассказывается о древних временах, когда люди бродили по заброшенным бореальным границам после ледникового периода. Описывая возрождение оригинальной культуры в мире новых возможностей, я также пытаюсь достучаться до вечных сил человеческого разума».

## Список композиций
Все тексты написаны Пеккой Кайнулайненом.
| №                   | Название                    | Длительность |
| ------------------- | --------------------------- | ------------ |
| 1.                  | «Northwards»                | 5:30         |
| 2.                  | «On the Dark Waters»        | 4:47         |
| 3.                  | «The Moon»                  | 5:57         |
| 4.                  | «Windmane»                  | 4:49         |
| 5.                  | «A New Land»                | 4:36         |
| 6.                  | «When the Gods Came»        | 4:56         |
| 7.                  | «Seven Roads Come Together» | 5:38         |
| 8.                  | «War»                       | 5:24         |
| 9.                  | «Halo»                      | 4:40         |
| 10.                 | «The Wolf»                  | 4:46         |
| 11.                 | «My Name Is Night»          | 4:43         |
| Общая длительность: | Общая длительность:         | 55:46        |

## Участники записи
Amorphis
- Томи Йоутсен — вокал
- Эса Холопайнен — соло-гитара
- Томи Койвусаари — ритм-гитара, вокал
- Сантери Каллио — клавишные
- Олли-Пекка Лайне — бас-гитара
- Ян Рехбергер — ударные, клавишные

Приглашённые музыканты
- Франческо Феррини — оркестровка, клавишные
- Ноа Груман — женский вокал
- Джесси Бартоломью Зуретти — оркестровка, клавишные
- Эрик Мьёрнелл — гитара (трек 11)
- Оскари Аурамо — перкуссия
- Ян Рехбергер — перкуссия
- Петронелла Неттермальм — женский вокал (трек 11)

Производственный персонал
- Йенс Богрен[англ.] — продюсирование
- Линус Корнелиуссон — сведение
- Рикардо Борхес — сведение
- Тони Линдгрен — мастеринг
- Пекка Кайнулайнен — тексты песен
- Сэм Ямсен — фотографии
- Жан «Валнуар» Симулен — обложка, художественное оформление

## Чарты
| Чарт (2022)                         | Высшая позиция |
| ----------------------------------- | -------------- |
| Австрия (Ö3 Austria)                | 7              |
| Финляндия (Suomen virallinen lista) | 1              |
| Германия (Offizielle Top 100)       | 3              |
| Швеция (Sverigetopplistan)          | 42             |